# Acalypha pseudovagans
Acalypha pseudovagans é uma espécie de flor do gênero Acalypha, pertencente à família Euphorbiaceae.